# Fonds de développement économique et social
Le fonds de développement économique et social est un compte spécial du Trésor français créé en 1955, en remplacement du fonds de modernisation et d'équipement créé en 1948. Il permet à l'État de consentir des prêts à des entreprises à des taux inférieurs au marché afin de favoriser le développement économique et social d'une aire géographique, dans le cadre de l'aménagement du territoire. 
Les difficultés économiques, conséquences de la crise sanitaire de covid-19, ont conduit le gouvernement français à prévoir un soutien important pour les entreprises au bord du dépôt de bilan ou faisant déjà l’objet d’une procédure collective. Le fonds de développement économique et social (FDES) voit ainsi son budget passer de 75 millions d’euros à un milliard d'euros en 2020, afin d'accorder des prêts aux sociétés en difficulté suivies par le ministère de l'économie et des finances. 